# Сан Ђовани дел Дезерто (Кремона)
Сан Ђовани дел Дезерто је насеље у Италији у округу Кремона, региону Ломбардија.
Према процени из 2011. у насељу је живело 17 становника. Насеље се налази на надморској висини од 46 м.